# Cal Ribes (Torres de Segre)
Cal Ribes és una casa de Torres de Segre (Segrià) inclosa a l'Inventari del Patrimoni Arquitectònic de Catalunya.

## Descripció
Habitatge entre mitgeres, de dues crugies i amb galeries completament obertes. A la primera planta han fet un tancament d'obra tapant la galeria en una crugia i desfent l'aspecte primitiu de la casa. L'element estructural primitiu és la fusta. L'altra crugia presenta obertures amb balcons i amb el terra de llosa i les baranes de ferro.